# Liaquat Ali Khan
Liaquat Ali Khan (Karnal (Brits-Indië), 1 oktober 1896 – Rawalpindi (Pakistan), 16 oktober 1951) was een Pakistaans politicus. Hij was de eerste Pakistaanse premier.

## Levensloop
De vader van Khan was landeigenaar. Hij had verschillende stukken grond verspreid over de provincies Punjab en Uttar Pradesh. Khan studeerde in 1918 af aan het Anglo-Oriental College in Aligarh. Datzelfde jaar trouwde hij met zijn nicht Jehangira Begum. Na de dood van zijn vader vervolgde Ali Khan zijn studie in Engeland en behaalde een master aan Exeter College, een college van de Universiteit van Oxford. Daarna studeerde hij nog een jaar in Inner Temple in Londen.

### Politieke carrière
Na zijn terugkeer in 1923 in Brits-Indië raakte hij betrokken bij de Indische nationalistische beweging. De Congrespartij nodigde hem uit als lid, maar hij weigerde en koos uiteindelijk voor de Moslimliga.
Khan werd in 1926 lid van het regionale parlement van Uttar Pradesh. In 1932 werd hij gekozen tot vicepresident van de deelstaat. In die functie hield hij zich actief bezig met de wetgeving. Zo bemoeide hij zich actief met het Nehrurapport, een document waarin de basis werd gelegd voor een Indiase grondwet.
In 1932 trouwde Khan voor de tweede keer. Zijn vrouw Begum Ra'ana was een prominent figuur binnen de Pakistaanse afscheidingsbeweging. Zij was docent en econoom. Na het mislukken van de Rondetafelconferenties, drie conferenties waarbij met de Britse overheid werd onderhandeld over grondwettelijke hervormingen in India, vestigde Khan zich in Londen en werkte als advocaat.

### Betrokkenheid Moslimliga
Khan keerde in 1936 terug naar Brits-Indië en begon de Moslimliga te hervormen. Bij de jaarlijkse vergadering in 1936 werd hij gekozen tot secretaris-generaal van de partij. In 1940 werd de Pakistanresolutie aangenomen op een partijcongres in Lahore. Vanaf dat moment begon de Moslimliga zich duidelijk in te zetten voor een onafhankelijke moslimstaat. Bij de parlementsverkiezingen van 1946 wist Khan een groot aantal zetels te winnen. De Britten en het Congrespartij waren inmiddels akkoord gegaan met een onafhankelijke moslimstaat. De Moslimliga werd gevraagd vijf personen aan te wijzen voor een tijdelijke regering voor India. Zij schoven Khan naar voren als minister van Financiën. Na de onafhankelijkheid van Pakistan op 14 augustus 1947 werd hij ook de eerste premier van het land.

### Premier van Pakistan
Na de onafhankelijkheid van Pakistan zag Khan zich geconfronteerd met een groot vluchtelingenprobleem en een groot aantal straatrellen. Ook moest er bijna vanaf de grond een overheidssysteem worden opgebouwd. Khan legde de basis voor de eigen buitenlandse politiek. Daarnaast presenteerde hij een basisdocument die uiteindelijk zou dienen als raamwerk voor de grondwet.
Onder zijn leiding beloofden Pakistan en India het conflict rondom Kasjmir op een vredige wijze op te lossen. Er zou door de Verenigde Naties een commissie in het leven worden geroepen die een onpartijdig oordeel zou geven. Toch leek het in het begin van 1950 toch weer uit te lopen op een tweede oorlog tussen beide laden. Khan had daarom een ontmoeting met de Indiase premier Jawaharlal Nehru en tekende een pact. Dit was er op gericht de rechten van religieuze minderheden aan beide kanten van de grens te respecteren en om de relatie tussen India en Pakistan te verbeteren.
Op aandrang van de Verenigde Staten verbrak Khan de banden met de Sovjet-Unie. Een belangrijke gebeurtenis tijdens zijn premierschap was de vestiging van de Nationale Bank van Pakistan in november 1949 en het uitgeven van eigen papieren geldbiljetten

### Aanslag
In januari 1951 vond er een couppoging plaats van verschillende legerofficieren. De coup werd voorkomen en de coupplegers kregen lange gevangenisstraffen. Op 16 oktober 1951 werd Khan tijdens een publieke bijeenkomst in Rawalpindi neergeschoten. De politie identificeerde de pleger Said Akbar en schoot hem direct dood. Khan werd nog wel naar het ziekenhuis gebracht, maar overleed daar aan zijn verwondingen. Het precieze motief voor de aanslag is nooit duidelijk geworden. Akbar was bij de politie bekend als een Afghaanse huurmoordenaar.
Liaquat Ali Khan · Khawaja Nazimuddin · Muhammad Ali Bogra · Chaudhry Muhammad Ali · Huseyn Shaheed Suhrawardy · Ibrahim Ismail Chundrigar · Feroz Khan Noon · Mohammed Ayub Khan · Nurul Amin · Zulfikar Ali Bhutto · Muhammad Khan Junejo · Benazir Bhutto · Ghulam Mustafa Jatoi ·
Nawaz Sharif · Balakh Sher Mazari · Nawaz Sharif · Moeenuddin Ahmad Qureshi · Benazir Bhutto · Malik Meraj Khalid · Nawaz Sharif · Pervez Musharraf · Zafarullah Khan Jamali · Chaudhry Shujaat Hussain · Shaukat Aziz · Muhammad Mian Soomro · Yousaf Raza Gilani · Raja Pervez Ashraf ·
Mir Hazar Khan Khoso · Nawaz Sharif · Shahid Khaqan Abbasi · Nasirul Mulk · Imran Khan · Shehbaz Sharif · Anwar ul Haq Kakar · Shehbaz Sharif